# Castedo (Alijó)
Castedo é uma povoação portuguesa do Município de Alijó que foi sede da Freguesia de Castedo, freguesia que tinha 13,52 km² de área e 373 habitantes (2011), e, por isso, uma densidade populacional de 27,6 hab/km².
A Freguesia de Castedo foi extinta (agregada) em 2013, no âmbito de uma reforma administrativa nacional, tendo sido agregada à Freguesia de Cotas, para formar uma nova freguesia denominada União das Freguesias de Castedo e Cotas da qual é sede.
Castedo, que dista cinquenta e quatro quilómetros de Vila Real, sede de distrito, e seis quilómetros de Alijó, sede de município, está situada muito perto da margem direita do rio Douro, na parte sul do município.
Localidade de remoto povoamento, hoje relativamente pouco habitada, mas em que aqueles que revelam o seu inegável amor à terra que os viu nascer ou que adoptaram viver.

## População
| Número de habitantes | Número de habitantes | Número de habitantes | Número de habitantes | Número de habitantes | Número de habitantes | Número de habitantes | Número de habitantes | Número de habitantes | Número de habitantes | Número de habitantes | Número de habitantes | Número de habitantes | Número de habitantes | Número de habitantes |
| -------------------- | -------------------- | -------------------- | -------------------- | -------------------- | -------------------- | -------------------- | -------------------- | -------------------- | -------------------- | -------------------- | -------------------- | -------------------- | -------------------- | -------------------- |
| 1864                 | 1878                 | 1890                 | 1900                 | 1911                 | 1920                 | 1930                 | 1940                 | 1950                 | 1960                 | 1970                 | 1981                 | 1991                 | 2001                 | 2011                 |
| 814                  | 725                  | 537                  | 561                  | 645                  | 425                  | 682                  | 937                  | 802                  | 771                  | 615                  | 691                  | 632                  | 495                  | 373                  |

(Obs.: Número de habitantes "residentes", ou seja, que tinham a residência oficial neste concelho à data em que os censos  se realizaram.)
| Distribuição da População por Grupos Etários em 2001 e 2011 | Distribuição da População por Grupos Etários em 2001 e 2011 | Distribuição da População por Grupos Etários em 2001 e 2011 | Distribuição da População por Grupos Etários em 2001 e 2011 | Distribuição da População por Grupos Etários em 2001 e 2011 | Distribuição da População por Grupos Etários em 2001 e 2011 | Distribuição da População por Grupos Etários em 2001 e 2011 | Distribuição da População por Grupos Etários em 2001 e 2011 | Distribuição da População por Grupos Etários em 2001 e 2011 | Distribuição da População por Grupos Etários em 2001 e 2011 |
| ----------------------------------------------------------- | ----------------------------------------------------------- | ----------------------------------------------------------- | ----------------------------------------------------------- | ----------------------------------------------------------- | ----------------------------------------------------------- | ----------------------------------------------------------- | ----------------------------------------------------------- | ----------------------------------------------------------- | ----------------------------------------------------------- |
| Idade                                                       | 0-14                                                        | 15-24                                                       | 25-64                                                       | > 65                                                        |                                                             | 0-14                                                        | 15-24                                                       | 25-64                                                       | > 65                                                        |
| 2001                                                        | 85                                                          | 78                                                          | 244                                                         | 88                                                          |                                                             | 17,2%                                                       | 15,8%                                                       | 49,3%                                                       | 17,8%                                                       |
| 2011                                                        | 56                                                          | 44                                                          | 187                                                         | 86                                                          |                                                             | 15,0%                                                       | 11,8%                                                       | 50,1%                                                       | 23,1%                                                       |

## Agremiações

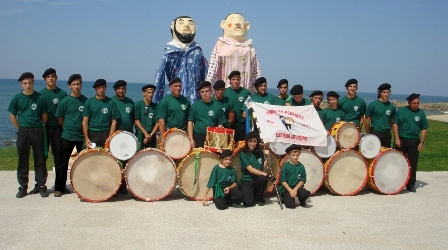
Zés Pereiras de Castedo do Douro

- Centro Recreativo e Cultural de Castedo do Douro
  - Rancho Folclórico
  - Zés Pereiras de Castedo do Douro
  - Equipa de Futebol

## Festas e romarias
- Nossa Senhora das Dores (último Domingo de Julho)
- São João (24 de Junho)

## Património
- Igreja Matriz
- Capela de Santo António
- Capela de Santa Marinha
- Casas Brasonadas e Senhoriais
- Chafariz da Praça
- Alminhas
- Casa dos Pinheiro da Veiga com capela